# داوود سليمان
داوود سليمان (مواليد 21 فبراير 1990، لاعب كرة قدم إماراتي دولي سابق يجيد اللعب كحارس مرمى .
لعب سابقاً مع نادي العين ونادي بني ياس .

## روابط خارجية
- داوود سليمان على موقع Soccerway.com (الإنجليزية)
- داوود سليمان على موقع أوليمبيديا (الإنجليزية)